# Baia di Morlaix
La baia di Morlaix è una baia situata all'ingresso della Manica lungo la costa settentrionale della Bretagna in Francia.

## Descrizione
La baia, compresa tra la punta di Bloscon a ovest e la punta del Dimel a est, è complessamente articolata: popolata da una miriade di isolotti, dei quali il più grandi è l'isola Callot, la baia è infatti composta da una parte più esterna, la baia di Morlaix propriamente detta, e una parte più interna nota come rada di Morlaix.
Nella baia sfociano i fiumi Morlaix e Penzé.
Il centro della città di Morlaix sorge a poca distanza dalle coste meridionali della baia.